# Привезенцев, Василий Ефимович
Васи́лий Ефи́мович Приве́зенцев (1894—1981) — советский агроном; Герой Социалистического Труда.

## Биография
Родился в 1894 году в селе Большая Брембола Переславского уезда Владимирской губернии, ныне Переславского района Ярославской области.
- 1914 — призван на службу, участник Первой мировой войны
- 1917 — служил в РККА, участник Гражданской войны
- 1926 — председатель исполкома Пономарёвского сельского совета
- 1932 — бригадир колхоза «Борьба»
- 1935—1941 — председатель колхоза «Борьба»
- 1941—1945 — председатель исполкома Пономарёвского сельского совета
- 1944 — член КПСС
- 1946—1950 — звеньевой полеводческого звена в колхозе «Борьба»
- 1953 — направлен председателем в отстающий колхоз[1]

На пенсии трудился в колхозе на огородном хозяйстве. Умер 23 июня 1981 года. Похоронен на кладбище села Большая Брембола.

## Награды и память
- 26.02.1948 — звание Герой Социалистического Труда с присвоением ордена Ленина и медали «Серп и Молот» (рекордный урожай озимой пшеницы — 34 центнера с гектара)[2]
- 1949 — орден Трудового Красного Знамени
- В брембольской школе в честь героя оформлен уголок трудовой славы.